# Коротаєв Андрій Олексійович
Андрій Олексійович Коротаєв (нар. 22 січня 1963, Оброшине) — радянський та український футболіст, що грав на позиції як нападника, так і півзахисника та захисника. По завершенні ігрової кар'єри — футбольний тренер, натепер є директором ДЮФШ клубу «Волинь».

## Клубна кар'єра
Андрій Коротаєв народився у Львівській області, та є вихованцем львівського спортінтернату. Дорослу кар'єру молодий футболіст розпочав у 1984 році у клубі другої ліги «Торпедо» з Луцька, де відразу ж став одним із основних гравців, та провів за сезон 27 матчів. Два наступних роки Андрій Коротаєв був одним із основних гравців захисної ланки команди, проте з сезону 1987 року втратив місце в основі, і провів у 1987 та 1988 році відповідно лише 10 та 9 матчів. У переможному для «Волині» сезоні 1989 року Коротаєв розпочав виступи у футболці луцького клубу, та зіграв з початку сезону 16 матчів, та перейшов до складу відроджених того року львівських «Карпат». Щоправда, у львівській команді футболіст зіграв лише 8 матчів, і з нового сезону знову повернувся до складу «Волині». У луцькому клубі, який того сезону грав вже у буферній зоні другої союзної ліги, Коротаєв зумів повернути собі місце в основному складі, і зіграв за волинську команду 25 матчів. З початку 1991 року Андрій Коротаєв вирушив на футбольні заробітки до сусідньої Польщі, де протягом двох років грав за «Петрохемію» із Плоцька, яка грала у третьому польському дивізіоні. На початку 1993 року футболіст повернувся до України, і першу половину року грав знову за луцьку «Волинь», уже у вищому дивізіоні українського футболу, та провів у вищій лізі в цьому сезоні 6 матчів. У серпні 1993 року Коротаєв став гравцем рівненського «Вереса», але провів у вищій лізі за рівненський клуб лише 1 матч, і перейшов до складу першолігової команди «Хімік» із Житомира. Проте у цій команді футболіст зіграв лише 4 матчі, і з початку нового року перейшов до складу ФК «Львів», який грав у перехідній лізі. Проте й у цьому клубі Коротаєв затримався лише до закінчення сезону 1993—1994, і покинув клуб. Після цього футболіст протягом кількох років футболіст грав за аматорські волинські клуби («Сільмаш» (Ковель), ЕНКО (Луцьк)). У 1999—2000 роках знову грав за польські клуби, після чого завершив кар'єру гравця.

## Тренерська кар'єра
По завершенню виступів на футбольних полях Андрій Коротаєв працював футбольним селекціонером. У 2012 році колишній футболіст луцького клубу був призначений директором дитячо-юнацької футбольної школи клубу «Волинь», що викликало критику з боку частини засобів масової інформації, які стверджували, що у новопризначеного директора немає ні тренерського, ні педагогіяного досвіду. На цій посаді Андрій Коротаєв працює й натепер.